# Quinto Quinzio Cincinnato (tribuno consolare 415 a.C.)
Quinto Quinzio Cincinnato (Roma, ... – ...; fl. V secolo a.C.) è stato un politico romano del V secolo a.C..

## Primo tribunato consolare
Nel 415 a.C. fu eletto tribuno consolare con Numerio Fabio Vibulano, Publio Cornelio Cosso e Gaio Valerio Potito Voluso.
In quell'anno i Bolani attaccarono i coloni romani di Labico, inviati l'anno prima, sperando nell'appoggio degli Equi, che però non intervennero. Furono facilmente sconfitti dai romani.
(Tito Livio, "Ab Urbe Condita", IV, 4, 49.>)

## Secondo tribunato consolare
Nel 405 a.C. fu eletto tribuno consolare con Aulo Manlio Vulsone Capitolino, Tito Quinzio Capitolino Barbato, Lucio Furio Medullino, Gaio Giulio Iullo  e Manio Emilio Mamercino.
Roma portò guerra a Veio, assediando la città, che non riuscì a convincere le altre città etrusche a scendere in guerra contro Roma.
(Tito Livio, "Ab Urbe Condita", IV, 4, 61)